# Victor Vitensis
Victor Vitensis, ook Victor van Vita (ca. 430, gestorven na 490) was een Africaanse kroniekschrijver en kerkhistoricus, in wiens werken we veel informatie over de Vandalen vinden. Hij schreef een geschiedenis over de vervolgingen van de Vandalen tegen katholieken, vanaf het moment van hun aankomst in Afrika 429 tot 484. Hij lijkt vrijwel al zijn werk in het laatste jaar te hebben geschreven. Er is weinig bekend over Victor. Hoogstwaarschijnlijk was hij een priester in Carthago, die later bisschop werd van een zetel in Vita.

## Werken
- Historia persecutionis Vandalae, PL 58, 125-434.